# HD 84224
HD 84224，又名CD-34 6097，SAO 200652、HR 3867，是一颗恒星，视星等为6.41，位于銀經265.1，銀緯13.16，其B1900.0坐标为赤經9h 38m 28.1s，赤緯-35° 13.16′ 42″。